# Федюнин, Александр Кузьмич
Александр Кузьмич Федюнин (15 сентября 1911, Рязанская губерния — 4 ноября 1975, Шахты, Ростовская область, СССР) — участник Великой Отечественной войны, командир стрелкового батальона 210-го гвардейского стрелкового полка 71-й гвардейской стрелковой дивизии, майор. Герой Советского Союза (1944).

## Биография
Родился 15 сентября 1911 года в деревне Шатрище Рязанской губернии в семье крестьян. Русский.
В 1918 году пошёл в школу, которую окончил в 1923 году. С 1923 по 1929 годы работал в колхозе. С 1929 по 1933 годы работал заведующим организационным отделом пропаганды Шиловского райкома ВЛКСМ.
В 1933 году Федюнин был призван в ряды Красной Армии и направлен в полковую школу, по окончании которой получил звание старшины роты. В 1937 году окончил школу командиров. С 1939 по 1941 год служил в армии в должности командира взвода.
С сентября 1941 года Федюнин А. К. находился на фронте Великой Отечественной войны. Воевал на Сталинградском, Северо-Западном, Воронежском, 1-м и 2-м Прибалтийском фронтах. В 1943 году окончил курсы «Выстрел».
Командир стрелкового батальона Федюнин А. К. отличился в боях за освобождение Витебской области. Батальон под командованием майора Федюнина первым ворвался 23 июня 1944 года на станцию Сиротино Витебской области, захватил 2 склада и боевую технику противника. В июле 1944 года при форсировании реки Западная Двина, гвардии майор Федюнин обеспечил переправку батальона и захват плацдарма, лично уничтожил около 70 солдат противника.
До 1956 года служил в Советской Армии. С 1956 года полковник запаса Федюнин А. К. жил в городе Шахты, работал начальником строительного цеха шахты «20 лет РККА». С 1974 года находился на пенсии.
Умер 4 ноября 1975 года в городе Шахты, похоронен на городском кладбище.

Могила Федюнина на Центральном кладбище города Шахты Ростовской области.

## Память
- После смерти Федюнина улица, на которой он жил в городе Шахты, была названа его именем.
- Имя Александра Кузьмича выбито на стеле на Монументе боевой и трудовой славы на площади Славы.

## Награды
- За умело организованный прорыв немецкой обороны, форсирование реки Западной Двины, за мужество и отвагу в боях, 22 июля 1944 года Федюнину А. К. было присвоено звание Героя Советского Союза.
- Награждён орденами Ленина, Красной Звезды, двумя орденами Красного Знамени, многими медалями.

## Интересный факт
После смерти вдовы Героя его награда исчезла, но была найдена и возвращена наследникам: дочери Ларисе и сыну Валерию.